# بوکووتس (ناحیه دوماژلیتسه)
بوکووتس (به چکی: Bukovec) یک منطقهٔ مسکونی در جمهوری چک است که در ناحیه دوماژلیتسه واقع شده‌است. بوکووتس ۵٫۸۴ کیلومتر مربع مساحت و ۷۳ نفر جمعیت دارد و ۴۳۴ متر بالاتر از سطح دریا واقع شده‌است.